# 包青天 (無綫電視劇)
《包青天》，香港電視廣播有限公司製作的電視劇，共80集，監製莊偉建。此劇的第21至80集曾經於1995年11月27日至1996年2月16日期間以雙語(國/粵語)聲道並配上中文字幕在TVB翡翠台首播。此劇的第二輯為無綫首部於黃金時段播放配上中文字幕的的全自製(非外購)劇集。此剧曾经于2013年在TVB星河频道及2016年3月和2020年9月27日于TVB经典台重播。

## 梗要
台剧《包青天》自播出以來好評如潮，不但使得劇中一干人紅遍台海兩岸，還帶起一股涉案劇狂潮。《包青天》由無綫電視主席邵逸夫拍板指示購入，率先引進香港，並在香港收視率不斷創造新紀錄；亞視緊隨其後，買下《包青天》236集的全部版權；無綫知曉後，迅速簽下金超群，並派出當家小生及花旦趕赴台灣拍攝續集。續集在原劇基礎上增添了港劇的味道，勢必要續寫收視。
1994年，《包青天》續集拍攝完第四單元〈滴血紅梅〉後，原本決定再開30集并派出黄日华、邓萃雯等人拍摄；但此時因製作方捲款潛逃，金超群沒有拿到製作費用，便上香港索取；無綫高層為此大為不滿，認為有失顏面；於是雙方鬧上法庭。金超群揚言，如果無綫不肯公開承認錯誤，便要對簿公堂；若他沒有拿到索賠，誰也別想播出《包青天》續集。此事發生後，亞視即刻重金禮聘金超群拍攝《碧血青天楊家將》及《新包青天》。而雲集了港台當家小生花旦的港資台製《包青天》續集，共四單元《劫聖旨》（由郑伊健、陈松伶）担纲演出、《碾玉觀音》（由何宝生、蔡少芬）担纲演出、《霧鎖開封》（由梁艺龄、曾伟权）担纲演出及《人獸之間》（後改為《滴血紅梅》）（由古巨基、关咏荷）担纲演出，至今仍存於無綫倉底裡，只有《滴血紅梅》於網上找到。因為其他三個單元是金本人聯合編劇一同構思故事出來的。 
無綫曾在節目《K-100》上向觀眾承諾，將在華視《包青天》之〈五鼠鬧東京〉單元播畢後播出續集；為不惹口舌之嫌，無綫立即在香港組織人員開拍無綫版《包青天》，並高價請來狄龍演出包拯。無綫版《包青天》一拍就是80集，先播前二十集，後六十集於半年後播出。共有16個單元；每個單元有充滿傳奇色彩，而當中發生的奇案都涉及法理與人情，每個主角的背後都藏有一段不為人知的過去。而且因為棄用了金超群版《包青天》製作班底，無綫版《包青天》更像一部香港古裝涉案劇，少了鬼怪神話元素，徹底將包拯凡人化，卻因此讓很多人對這一版本不熟悉。而雲集了狄龙、黃日華等眾多港星的無綫版《包青天》並沒有太多的轟動，因為那時候人們還是更喜歡金超群版《包青天》。外加因化妆造型问题，狄龙跟无线电视起了争执，之后再没跟无线合作，而该剧收视也平平。

## 單元
- 單元一：揮淚斬公孫
- 單元二：假琥珀
- 單元三：親子情仇
- 單元四：七子護京華
- 單元五：人皮面具
- 單元六：梨花劫
- 單元七：叛血忠魂
- 單元八：真假牌坊
- 單元九：花蝴蝶
- 單元十：夫證妻兇
- 單元十一：錯配良緣
- 單元十二：忘情酒坊
- 單元十三：弑父奇案
- 單元十四：雪魄梅魂
- 單元十五：泣血鳳凰
- 單元十六：俠情

## 演員表
- 狄　龍 飾 包　拯（國語配音：劉印生）
- 黃日華 飾 展　昭（國語配音：杜燕歌）
- 廖啟智 飾 公孫策（國語配音：黃河）
- 黃文標 飾 王　朝
- 李煌生 飾 馬　漢
- 李耀敬 飾 張　龍
- 戴少民 飾 趙　虎
- 魯振順 飾 宋仁宗

### 單元一：揮淚斬公孫（第1-5集）
- 羅樂林 飾 混江龍
- 蔡少芬 飾 孟如憶/孫小雅
- 鄧汝超 飾 劉　巡
- 石　云 飾 唐　銓
- 黃煒林 飾 劉　彪
- 游　飇 飾 方　豹
- 孫季卿 飾 忠　伯
- 吳詠虹 飾 公孫夫人
- 黃美棋 飾 孟如憶（童年）
- 鄭繼宗 飾 衙　內
- 顏菁葦 飾 蘭　蘭
- 梁文迪 飾 冬　冬
- 梁健平 飾 楊子蛟
- 鄧泰和 飾 將　軍
- 陳展鵬 飾 衙　差
- 朱樂輝 飾 衙　差
- 張漢斌 飾 金臂匠
- 沈寶思 飾 水　賊

### 單元二：假琥珀（第6-10集）
- 呂頌賢 飾 趙　飛
- 邵美琪 飾 范　敏
- 曹　濟 飾 醉　貓
- 關　菁 飾 薛大夫
- 溫雙燕 飾 薛夫人
- 王　偉 飾 俠宗明
- 朱鐵和 飾 胡　江
- 凌　漢 飾 大　夫
- 鄧煜榮 飾 大　夫
- 呂劍光 飾 大　夫
- 李欣曉 飾 黃潔冰
- 文潔雲 飾 李慈恩
- 劉少君 飾 俠孝賢
- 麥嘉倫 飾 文　祺
- 何嘉麗 飾 倚　紅
- 虡天偉 飾 彭　滔
- 鄧汝超 飾 公　子
- 于楓　 飾 鴇　母
- 梁舜燕 飾 太　后
- 魯振順 飾 宋仁宗
- 湯俊明 飾 守　衛
- 陳永欣 飾 守　衛
- 朱樂輝 飾 守　衛
- 黃成想 飾 王百萬
- 張漢斌 飾 王跟班
- 鄭　雷 飾 敏　父
- 鄭繼宗 飾 敏師兄
- 博　君 飾 乞　丐
- 張　兆 飾 大　夫
- 方輝強 飾 大　夫
- 歐陽逵 飾 大　夫
- 陳國基 飾 大　夫
- 蔣　克 飾 太　監
- 許碧姬 飾 婦　僕
- 劉超凡 飾 家　丁
- 陳志恆 飾 獄　卒

### 單元三：親子情仇（第11-16集）
- 陳錦鴻 飾 楊家寶
- 羅冠蘭 飾 杜慧瓊
- 韓馬利 飾 張　媚
- 李成昌 飾 張　康
- 古明華 飾 杜仁傑
- 張　延 飾 趙懷玉
- 蔣文端 飾 小　娟
- 光　毅 飾 趙　謙
- 郭德信 飾 楊半泉
- 呂劍光 飾 欽　差
- 廖麗麗 飾 奶　娘
- 湯俊明 飾 捕　頭
- 區　嶽 飾 福　伯
- 方　傑 飾 唐　僕
- 凌　漢 飾 村　民
- 陳勉良 飾 洪　伯
- 蔡劍雪 飾 新　娘
- 麥子雲 飾 李　超
- 劉桂芳 飾 趙謙妻

### 單元四：七子護京華（第17-20集）
- 曾偉權 飾 裴傲天
- 葉蘊儀 飾 葉素素（小青）
- 侯振宇 飾 葉菩生（小草）
- 沈　威 飾 董太師
- 李桂英 飾 董玉茹
- 王維德 飾 馬貴祥
- 何璧堅 飾 玄光法師
- 洪朝豐 飾 八賢王
- 蔡國慶 飾 葉知秋
- 康　華 飾 葉春花
- 蘇恩磁 飾 葉知秋妻
- 馮瑞珍 飾 葉知秋母
- 趙海怡 飾 葉素素（童年）
- 麥子雲 飾 賈　議
- 談泉慶 飾 老惠王
- 詹秉熙 飾 惠王爺
- 黃鳳瓊 飾 八賢王妻
- 博　君 飾 歐陽平

### 單元五：人皮面具（第21-25集）
- 譚耀文 飾 柴守業
- 關詠荷 飾 玉真子
- 張　翼 飾 柴經武
- 馬海倫 飾 柴夫人
- 曹　濟 飾 容冠一
- 劉桂芳 飾 馬玉娘
- 關　菁 飾 王家俊
- 郭卓樺 飾 容　英
- 陳中堅 飾 柴十五
- 凌　漢 飾 張班主
- 博　君 飾 金　水
- 呂劍光 飾 光　叔
- 石　云 飾 云　叔
- 沈　威 飾 董太師
- 梁健平 飾 季　吉
- 洪朝豐 飾 八賢王
- 梁舜燕 飾 太　后
- 虞天偉 飾 金縣令
- 麥子雲 飾 余捕頭
- 蘇恩磁 飾 秀　娟
- 張英才 飾 陳　樽
- 馮瑞珍 飾 王大嫂

### 單元六：梨花劫（第26-30集）
- 梁佩玲 飾 賀燕燕/賀翩翩
- 梁少狄 飾 周福瑞
- 何英偉 飾 杜子安
- 張鴻昌 飾 田世昌
- 于　楓 飾 李媽媽
- 何穗瑩 飾 小　紅
- 麥長青 飾 叱奴野
- 郭德信 飾 賀　青
- 鄧煜榮 飾 龜　奴
- 梁明華 飾 福　友
- 蔡劍雪 飾 妓　女
- 譚寶珊 飾 妓　女
- 溫雙燕 飾 何媽媽
- 江麗娜 飾 賀翩翩（童年）
- 麥嘉倫 飾 林　英
- 張俊華 飾 吳　成
- 黃天鐸 飾 關　文
- 石　云 飾 王　居
- 鄧汝超 飾 趙　才
- 談佩珊 飾 郡　主
- 孫季卿 飾 郡馬府管家
- 梁明華 飾 客　人
- 羅國維 飾 劉知府
- 何掌君 飾 推拿師
- 梁舜燕 飾 太　后
- 洪朝豐 飾 八賢王
- 沈寶思 飾 賭場巡場
- 湯俊明 飾 郡馬府侍衛
- 張漢斌 飾 郡馬府侍衛

### 單元七：叛血忠魂（第31-35集）
- 梁家仁 飾 秦霸天
- 龔慈恩 飾 白水仙
- 麥家琪 飾 玲　瓏
- 王龍威 飾 杜　威
- 李成昌 飾 劉國棟
- 王維德 飾 副　將
- 朱樂輝 飾 副　將
- 陳中堅 飾 杜老爺
- 沈寶思 飾 土　匪
- 梁明華 飾 土　匪
- 張俊華 飾 山　賊
- 湯俊明 飾 山　賊
- 黃凱詩 飾 妓　女
- 蔡劍雪 飾 妓　女
- 饒秋寶 飾 妓　女
- 陳向瑩 飾 妓　女
- 陸婉芳 飾 妓　女
- 可　心 飾 妓　女
- 張　婕 飾 妓　女
- 郭　金 飾 妓　女
- 王俊琴 飾 妓　女
- 陳展鵬 飾 大內侍衛
- 戴耀明 飾 大內侍衛
- 溫文英 飾 大內侍衛
- 盧　剛 飾 大內侍衛
- 朱偉達 飾 保　鏢
- 何美鈿 飾 婢　女
- 卓　凡 飾 賓　客
- 李　穎 飾 賓　客
- 張漢斌 飾 小　二
- 朱威廉 飾 乞　童
- 王偉樑 飾 獵　手
- 呂劍光 飾 玲瓏祖父
- 游　飚 飾 陳　標
- 楓 飾 老　鴇
- 伍文生 飾 士　兵
- 何掌君 飾 士　兵
- 石　云 飾 掌　櫃
- 孫季卿 飾 大　夫
- 曹　濟 飾 掌　櫃
- 沈　威 飾 董太師
- 博　君 飾 林公公

### 單元八：真假牌坊（第36-40集）
- 潘志文 飾 鳳生
- 伍詠薇 飾 朱惠娘
- 張國強 飾 翰生
- 羅　蘭 飾 王氏
- 陳中堅 飾 鳳起
- 李海生 飾 先標
- 何璧堅 飾 周　英
- 黃　新 飾 族　長
- 凌　漢 飾 族　叔
- 孫季卿 飾 族　叔
- 石　云 飾 族　叔
- 溫雙燕 飾 三　姑
- 黎秀英 飾 六　婆
- 林佩君 飾 梅　香
- 陸婉芬 飾 丫　鬟
- 區　嶽 飾 方　丈
- 湯俊明 飾 鳳生徒弟

### 單元九：花蝴蝶（第41-45集）
- 劉子蔚 飾 姜永志（花蝴蝶）
- 曹　眾 飾 花　鵲
- 鄺文珣 飾 素　素
- 李龍基 飾 黃　霸
- 郭政鴻 飾 周立飛
- 虞天偉 飾 姜　四
- 羅國維 飾 賈　良
- 王維德 飾 趙　通
- 曹　濟 飾 周　炳
- 區　嶽 飾 穆刀綾
- 梁少狄 飾 沈　雄
- 郭德信 飾 姜　平
- 鄧汝超 飾 姜平弟
- 吳列華 飾 平弟婦
- 文潔雲 飾 姜平妻
- 朱威廉 飾 姜永志（童年）
- 黃清榕 飾 姜永芳
- 孫季卿 飾 劉公公
- 黎秀英 飾 祖　母
- 何掌君 飾 雄手下
- 盧　剛 飾 雄手下
- 王俊琴 飾 弱　女
- 廖麗麗 飾 秀　姑
- 盧婉芬 飾 女　優
- 張　婕 飾 女　優
- 可　心 飾 女　優
- 王大偉 飾 飛手下
- 溫文英 飾 飛手下
- 梁明華 飾 宜親信
- 石　云 飾 掌　櫃
- 譚一清 飾 遼國使者

### 單元十：夫證妻兇（第46-50集）
- 張國強 飾 白　桐
- 梁小冰 飾 柳月娥
- 夏韶聲 飾 段　因
- 李國麟 飾 公孫文
- 盧苑茵 飾 姥　姥
- 林佩君 飾 白　葉
- 孫季卿 飾 枯樹長老
- 何璧堅 飾 枯藤長老
- 凌　漢 飾 枯木長老
- 譚一清 飾 枯枝長老
- 陳勉良 飾 九　指
- 趙冬兒 飾 彩　虹
- 謝子峰 飾 白　石
- 俞　明 飾 天星老爹
- 黎秀英 飾 族　人
- 何美好 飾 族　人
- 何掌君 飾 族　人
- 湯俊明 飾 族　人
- 鄭英龍 飾 族　人

### 單元十一：錯配良緣（第51-55集）
- 梁思浩 飾 林若楓
- 李家聲 飾 祝　強
- 陳梅馨 飾 紀青鑾
- 陳海恒 飾 柳含煙
- 伍文生 飾 石　墨
- 黎漢持 飾 林天英
- 麥嘉倫 飾 林　富
- 張漢斌 飾 林　貴
- 陸希揚 飾 林　吉
- 羅組何 飾 林　祥
- 黃成想 飾 柳　宏
- 沈寶思 飾 王　四
- 張俊華 飾 陳　二
- 石　云 飾 掌　櫃
- 羅　維 飾 夥　計

### 單元十二：忘情酒坊（第56-60集）
- 米　雪 飾 杜十三
- 尹揚明 飾 關守義
- 駿　雄 飾 鐵　雄
- 郭德信 飾 賀景春
- 梁健平 飾 胡大海
- 黃煒林 飾 王　忠
- 卓　凡 飾 安　順
- 馮瑞珍 飾 安大嬸
- 曹　濟 飾 胡知縣
- 博　君 飾 徐　廣
- 湯俊明 飾 打　手
- 張漢斌 飾 打　手
- 陸希揚 飾 打　手
- 區　嶽 飾 福　伯
- 溫雙燕 飾 翠　姨
- 凌　漢 飾 江大叔
- 石　云 飾 水　叔
- 黎秀英 飾 水　嫂
- 呂劍光 飾 雷玉泉
- 譚一清 飾 一清大師
- 鄧汝超 飾 掌　櫃
- 劉桂芳 飾 鴇　母
- 盧　剛 飾 小　二
- 譚寶珊 飾 侍　婢
- 廖麗麗 飾 師　太
- 張俊華 飾 路　人
- 何掌君 飾 路　人
- 麥嘉倫 飾 地　保
- 可　心 飾 妓　女
- 張　婕 飾 妓　女
- 陳向瑩 飾 妓　女

### 單元十三：弑父奇案（第61-65集）
- 呂有慧 飾 周慧娘
- 劉玉翠 飾 沈洛霞
- 黎耀祥 飾 雲曉嵐
- 陳鴻烈 飾 雲元卿
- 戴志偉 飾 屠四海
- 朱健鈞 飾 雲曉白
- 楊　羚 飾 雲曉丹
- 羅　蘭 飾 雲王氏
- 薛純基 飾 唐　標
- 文潔雲 飾 周慧娘姊
- 侯振宇 飾 雲曉嵐（童年）
- 江麗娜 飾 雲曉丹（童年）
- 黃成想 飾 何大叔
- 凌　漢 飾 洪老爺
- 陳寶靈 飾 翠　翠

### 單元十四：雪魄梅魂（第66-70集）
- 古巨基 飾 白雪生
- 饒秋寶 飾 梅曉詩
- 惠英紅 飾 李瑤琴
- 羅樂林 飾 梅樂天
- 關　菁 飾 林登財
- 陳中堅 飾 朱守誠
- 蘇恩磁 飾 朗玉蓮
- 王維德 飾 副捕頭
- 譚一清 飾 知　府
- 呂劍光 飾 師　爺
- 梁照豪 飾 衙　差
- 孫恩明 飾 護　衛
- 陳向瑩 飾 惠　蘭

### 單元十五：泣血鳳凰（第71-75集）
- 譚耀文 飾 陳卓凡
- 溫碧霞 飾 彤　妃
- 張慧儀 飾 麗　妃
- 康　華 飾 蘭　寧
- 麥長青 飾 柳靛雲
- 梁舜燕 飾 太　后
- 鮑　方 飾 陳公公
- 陳中堅 飾 陳王爺
- 譚一清 飾 豫王爺
- 陸婉芬 飾 巧　兒
- 黃清榕 飾 喜　兒
- 麥嘉倫 飾 福　康
- 陳中堅 飾 蔣　濤
- 張鴻昌 飾 王統領
- 王春松 飾 考　生
- 呂劍光 飾 監考官
- 游　飚 飾 獄　卒
- 曹　濟 飾 太　醫
- 伍慧珊 飾 宮　女
- 黎秀英 飾 僕　婦

### 單元十六：俠情（第76-80集）
- 錢小豪 飾 仇天行
- 吳毅將 飾 唐道中
- 陳曉雲 飾 趙千儀
- 劉美珊 飾 曲　蕊
- 秦　煌 飾 金士軒
- 劉永健 飾 金　武
- 顏國樑 飾 陸　揚
- 邵卓堯 飾 陸　福
- 石　云 飾 英　伯
- 呂劍光 飾 明　伯
- 盧慶輝 飾 捕　快
- 梁文迪 飾 仇天行（童年）
- 謝子峰 飾 唐道中（童年）
- 曹倩婷 飾 趙千儀（童年）

## 收視
以下為該劇於香港無綫電視翡翠台之收視紀錄：
| 週次 | 集數  | 日期                    | 平均收視            | 收視百分比 |
| ---- | ----- | ----------------------- | ------------------- | ---------- |
| 1    | 01-05 | 1995年5月1日-5月5日     | 29點（162.5萬觀眾） | 76%        |
| 2    | 06-10 | 1995年5月8日-5月12日    | 27點（150.4萬觀眾） | 74%        |
| 3    | 11-15 | 1995年5月15日-5月19日   | 28點（157.7萬觀眾） | 74%        |
| 4    | 16-20 | 1995年5月22日-5月26日   | 28點（153.5萬觀眾） | 73%        |
| 5    | 21-25 | 1995年11月27日-12月1日  | 25點（135.8萬觀眾） | 73%        |
| 6    | 26-30 | 1995年12月4日-12月8日   | 25點（135.8萬觀眾） | 72%        |
| 7    | 31-35 | 1995年12月11日-12月15日 | 26點（143.0萬觀眾） | 78%        |
| 8    | 36-40 | 1995年12月18日-12月22日 | 24點（約132萬觀眾） | 75%        |
| 9    | 41-45 | 1995年12月25日-12月29日 | 25點（139.7萬觀眾） | 75%        |
| 10   | 46-50 | 1996年1月1日-1月5日     | 25點（144.8萬觀眾） | 75%        |
| 11   | 51-55 | 1996年1月8日-1月12日    | 26點（150.5萬觀眾） | 75%        |
| 12   | 56-60 | 1996年1月15日-1月19日   | 25點（144.9萬觀眾） | 73%        |
| 13   | 61-65 | 1996年1月22日-1月26日   | 24點（136.7萬觀眾） | 72%        |
| 14   | 66-70 | 1996年1月29日-2月2日    | 24點（137.6萬觀眾） | 72%        |
| 15   | 71-75 | 1996年2月5日-2月9日     | 26點（約146萬觀眾） | 78%        |
| 16   | 76-80 | 1996年2月12日-2月16日   | 24點（約137萬觀眾） | 79%        |

## 影碟發行
以下影碟發行由電視廣播(國際)有限公司授權：
香港發行代理商現代音像(國際)有限公司於2005年推出發行了《包青天》VCD影碟零售版本，此影碟將已播放的集數並製作成48隻碟版本，一套共分為四盒影碟，每隻碟跟電視劇的每集片長約60分鐘一樣，設有粵語及國語發音版本並配上繁體中文字幕。

## 電視節目的變遷
| 香港無綫電視翡翠台 星期一至五 19:25－20:25 第一線劇集 | 香港無綫電視翡翠台 星期一至五 19:25－20:25 第一線劇集 | 香港無綫電視翡翠台 星期一至五 19:25－20:25 第一線劇集 |
| ----------------------------------------------------- | ----------------------------------------------------- | ----------------------------------------------------- |
|                                                       | 包青天 （第1-20集） （1995.05.01－1995.05.26）        |                                                       |
| 情濃大地 （1995.04.03－1995.04.28）                   | 男人四十一頭家 （1995.05.29－1995.06.23）             |                                                       |

| 香港無綫電視翡翠台 星期一至五 19:00－20:00 第一線劇集 | 香港無綫電視翡翠台 星期一至五 19:00－20:00 第一線劇集 | 香港無綫電視翡翠台 星期一至五 19:00－20:00 第一線劇集 |
| ----------------------------------------------------- | ----------------------------------------------------- | ----------------------------------------------------- |
|                                                       | 包青天 （第21-80集） （1995.11.27－1996.02.16）       |                                                       |
| 天降奇緣 （1995.10.30－1995.11.24）                   | 河東獅吼 （1996.02.19－1996.03.15）                   |                                                       |

| 香港無綫電視翡翠台 星期一至五 10:00-10:30 上午劇集時段 | 香港無綫電視翡翠台 星期一至五 10:00-10:30 上午劇集時段 | 香港無綫電視翡翠台 星期一至五 10:00-10:30 上午劇集時段 |
| ------------------------------------------------------ | ------------------------------------------------------ | ------------------------------------------------------ |
|                                                        | 包青天 （第1-65集） （2017.01.10－2017.07.24）         |                                                        |
| 西遊記（貳） （2016.09.06－2017.01.09）                | 櫻桃小丸子 （2017.07.25－2017.09.05）                  |                                                        |